# San José, Hidalgotitlán
San José är en ort i Mexiko.   Den ligger i kommunen Hidalgotitlán och delstaten Veracruz, i den sydöstra delen av landet, 500 km öster om huvudstaden Mexico City. San José ligger 15 meter över havet och antalet invånare är 102.
Terrängen runt San José är platt. Runt San José är det ganska glesbefolkat, med 29 invånare per kvadratkilometer. Närmaste större samhälle är Hidalgotitlán, 15,9 km norr om San José. Trakten runt San José består till största delen av jordbruksmark.